# 千摺源兵衛
千摺源兵衛（せんずりげんべえ、1977年 - ）は、日本のAV監督。

代表作である「裸の主婦」シリーズ、「兄嫁」シリーズなど熟女ものを得意とする。

## 作風
- 女性が全裸で日常を送るシーンなど、独特のシュールな演出で知られる。
- 基本的に同一シリーズは同じ展開、構図で統一され、熱心なファンを生む一方でマンネリとの批判もある。[1]
- AV男優の春風ドギーを評価しており、度々起用する。[2]その他、夏木トムソンの出演も多い。

## 主な監督作品

### 裸の主婦シリーズ
（メーカー：プラネットプラス）
- 裸の主婦 明星ちかげ（35） 練馬区在住 (2010/6/25)
- 裸の主婦 浜野美知（38）
- 裸の主婦 吉野まり（26）
- 裸の主婦 宮野まなか（23）目黒区在住 (2010/10/25)
- 裸の主婦 芦屋静香（32） 川越市在住 (2013/12/01)

他多数

### 全裸家政婦シリーズ
（メーカー：なでしこ）
- 全裸家政婦 村上涼子です。
- 全裸家政婦 結城みさです。　
- 全裸家政婦 風間ゆみです。
- 全裸家政婦SP 4時間総集編(2012/02/10) - 羽月希、伊沢美春、櫻井ゆうこ、風間ゆみ、結城みさ、村上涼子
- こちら全裸家政婦派遣所 巨乳課 葉月奈穂です。(2014/03/14)

他多数

### 兄嫁シリーズ
（メーカー：なでしこ）
- 兄嫁 やよい -柳田やよい- (2009/10/16)
- 兄嫁 ゆう -川上ゆう- (2009/11/20)
- 兄嫁 まり子 -新村まり子- (2010/03/19)
- 兄嫁 美和子 -山本美和子- (2013/11/22)

他多数